# Jean-Nicolas Bauzin
Jean-Nicolas Bauzin (Buchy, 8 novembre 1836 - Saint-Privat-la-Montagne 6 septembre 1903) était un prêtre catholique du diocèse de Metz, actif pendant la guerre franco-allemande de 1870.

## Biographie
Jean-Nicolas Bauzin naît le 8 novembre 1836 à Buchy.
Prêtre du diocèse de Metz, il fut nommé en 1868 curé de la paroisse de Saint-Privat-la-Montagne, village de 480 habitants et de son annexe Roncourt (131 habitants) situés à une douzaine de kilomètres à l'ouest de Metz. Il était alors âgé de 32 ans.

## La bataille
Le 19 juillet 1870, la France déclara la guerre à la Prusse mais après des débuts prometteurs, l'armée française ne connut plus que des défaites. Période qu'Émile Zola raconta dans son roman La Débâcle.Metz, première place forte d'Europe, fut bientôt encerclée.  Afin de parachever le siège de la cité, les armées Allemandes décidèrent une grande attaque à l'ouest de la ville. Du 16 au 18 août, partant du sud vers le nord, les armées allemandes et françaises s'affrontèrent entre Gravelotte, Rezonville et Saint-Privat. Ayant investi Sainte-Marie-aux-Chênes et Roncourt, les armées allemandes s'abattirent sur les troupes françaises du Maréchal François Certain de Canrobert qui occupaient  Saint-Privat, les combats finirent dans la cimetière du village par des corps-à-corps sanglants à l'arme blanche ainsi que le montre le tableau que réalisa en 1881 Alphonse de Neuville. 
Pendant la bataille, l'abbé Bauzin soigna les blessés des deux camps. L'église du village, édifiée en 1682, était en flamme.  Metz, après un siège de près de trois mois, se rendit fin octobre. Les 180 000 hommes de troupes, sous-officiers et officiers qu'elle abritait, furent faits prisonniers. Ébranlé par la fureur des combats, le roi de Prusse surnomma le glacis "le tombeau de ma garde". En janvier 1871, il fut proclamé Empereur allemand dans la prestigieuse galerie des Glaces du château de Versailles. Tandis que le traité de Francfort donnait au nouvel Empire les territoires germanophones de la France et la place-forte de Metz, l'empereur exigea de recevoir les villages où avait valeureusement combattu sa garde. Ainsi Saint-Privat et ses voisins devinrent-ils allemands. 

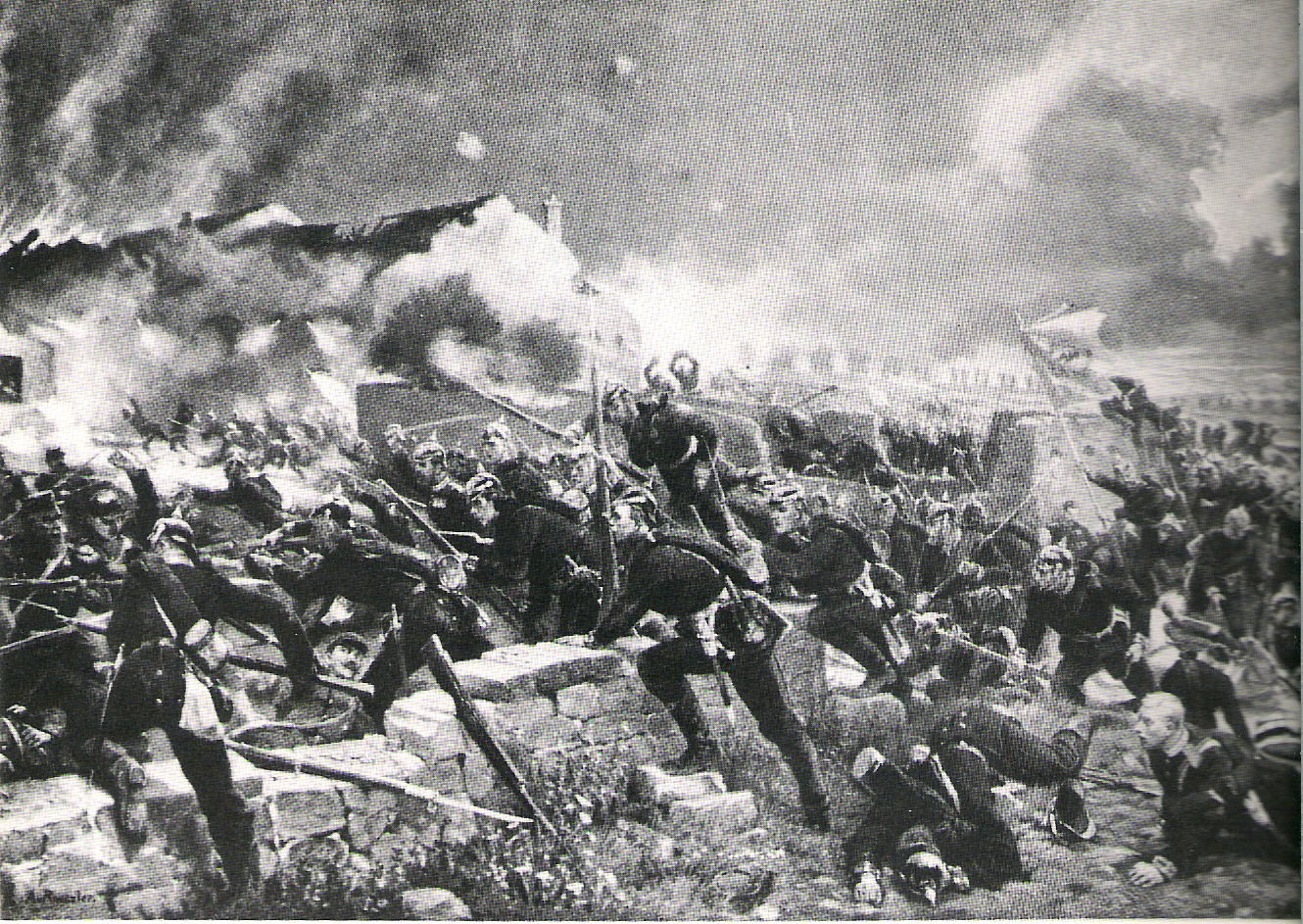
L'attaque (version Allemande)
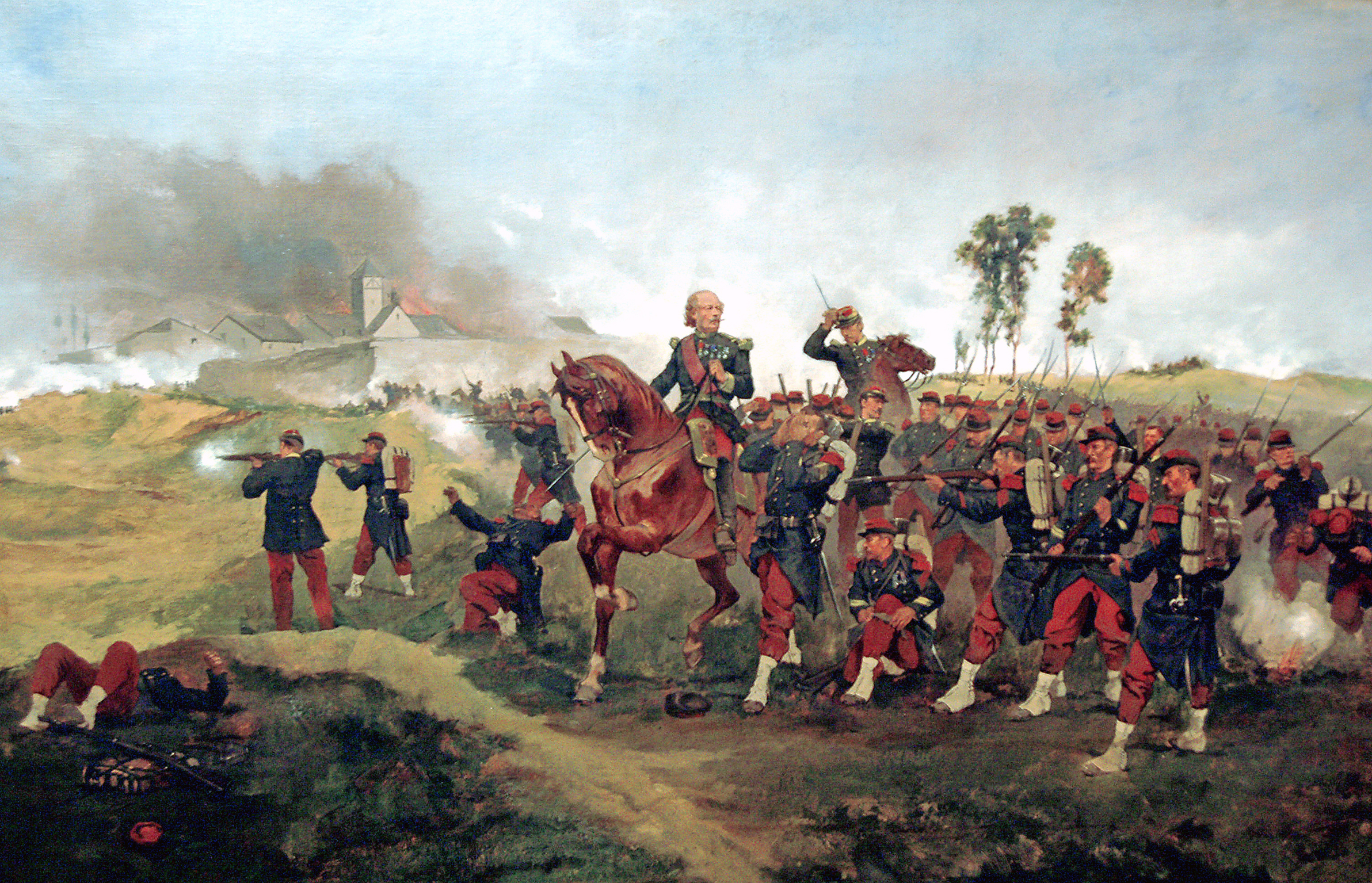
La défense (et la retraite) (version française) (Protais, Mairie de Saint-Privat)
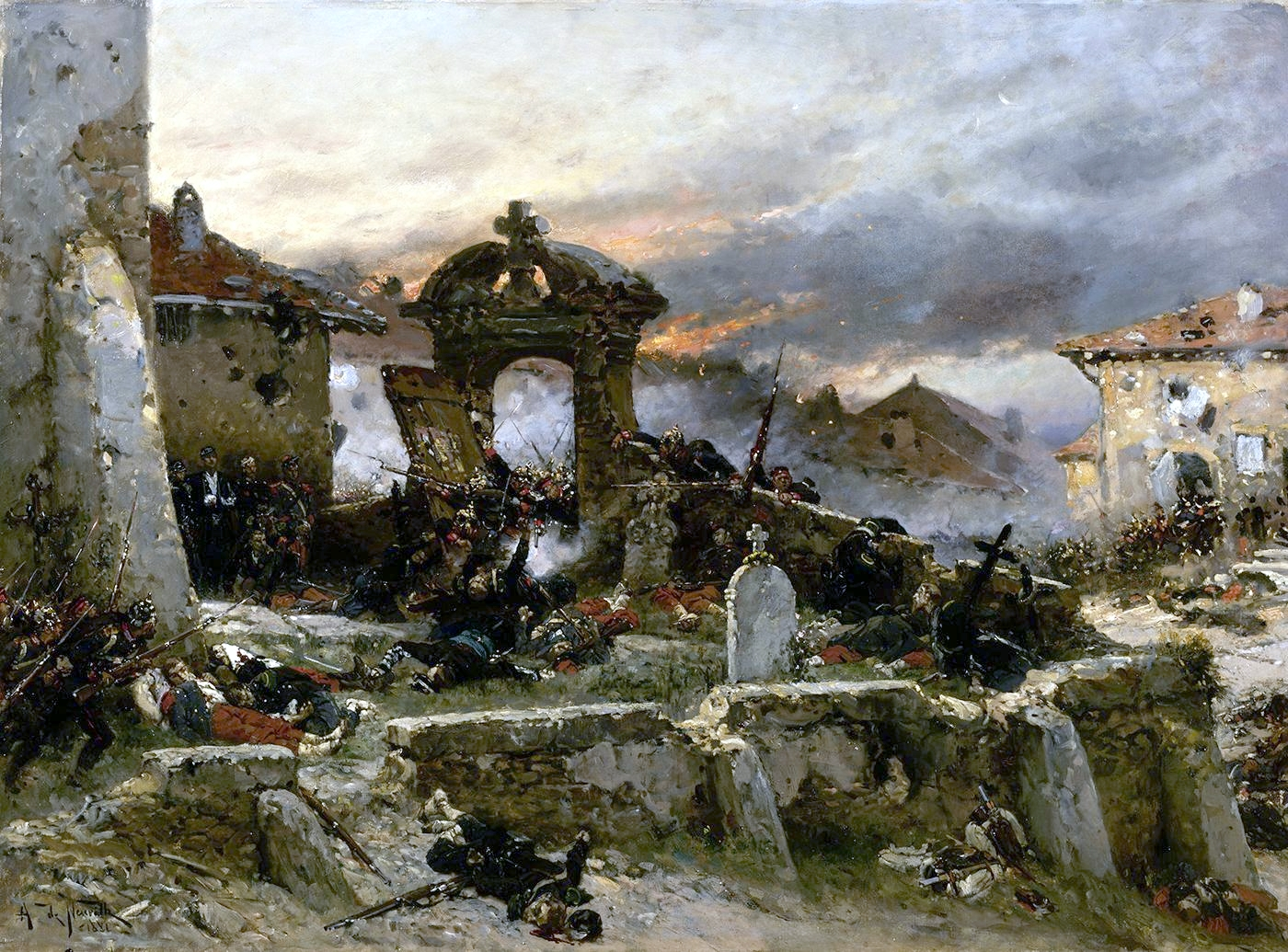
Le cimetière de Saint-Privat (A.de Neuville, 1881, Paris, Musée d'Orsay)
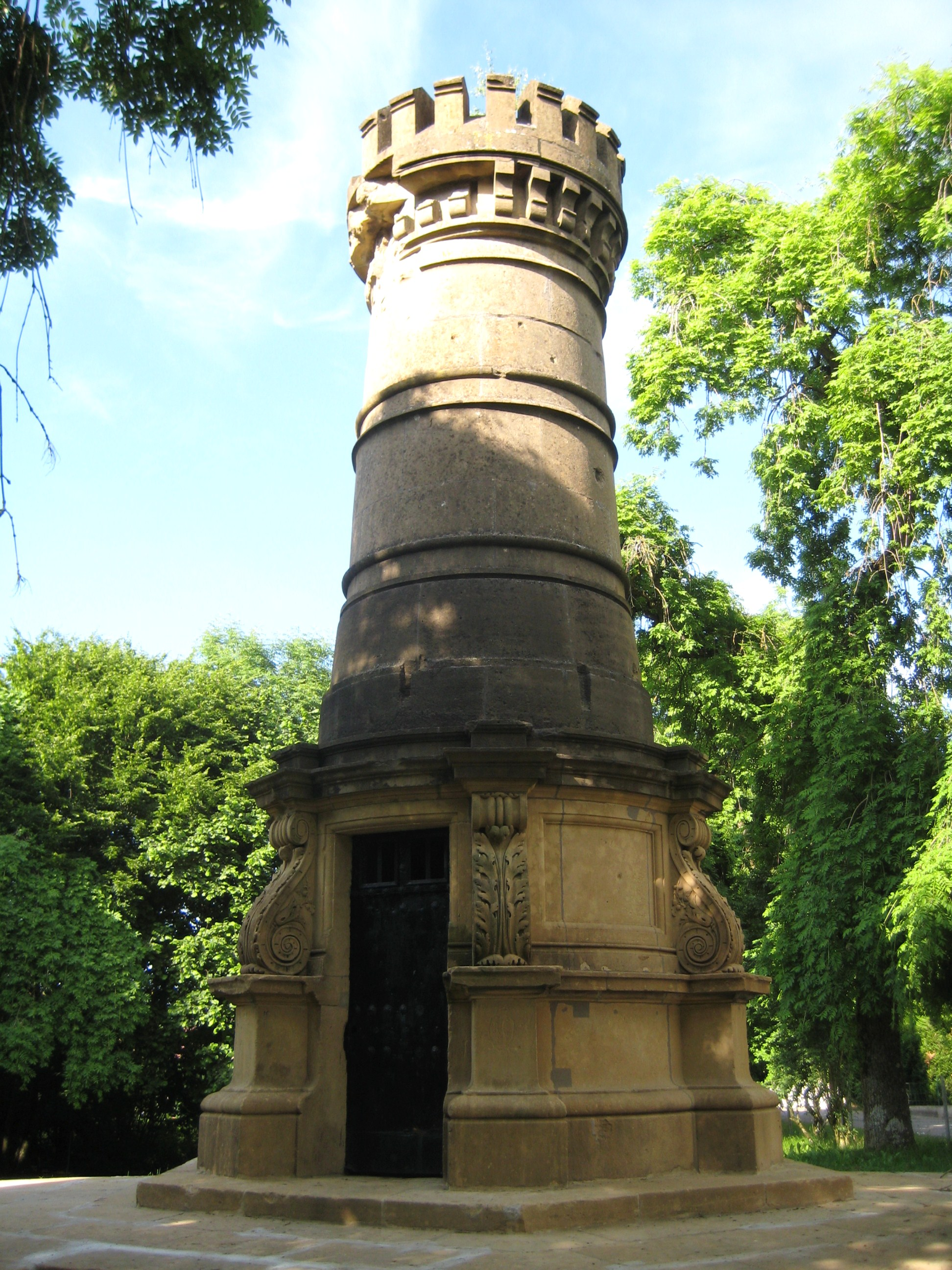
Monument rendant hommage à l'armée allemande. Les vieux Privatiens prétendent que le Kaiser y montait pour observer Verdun
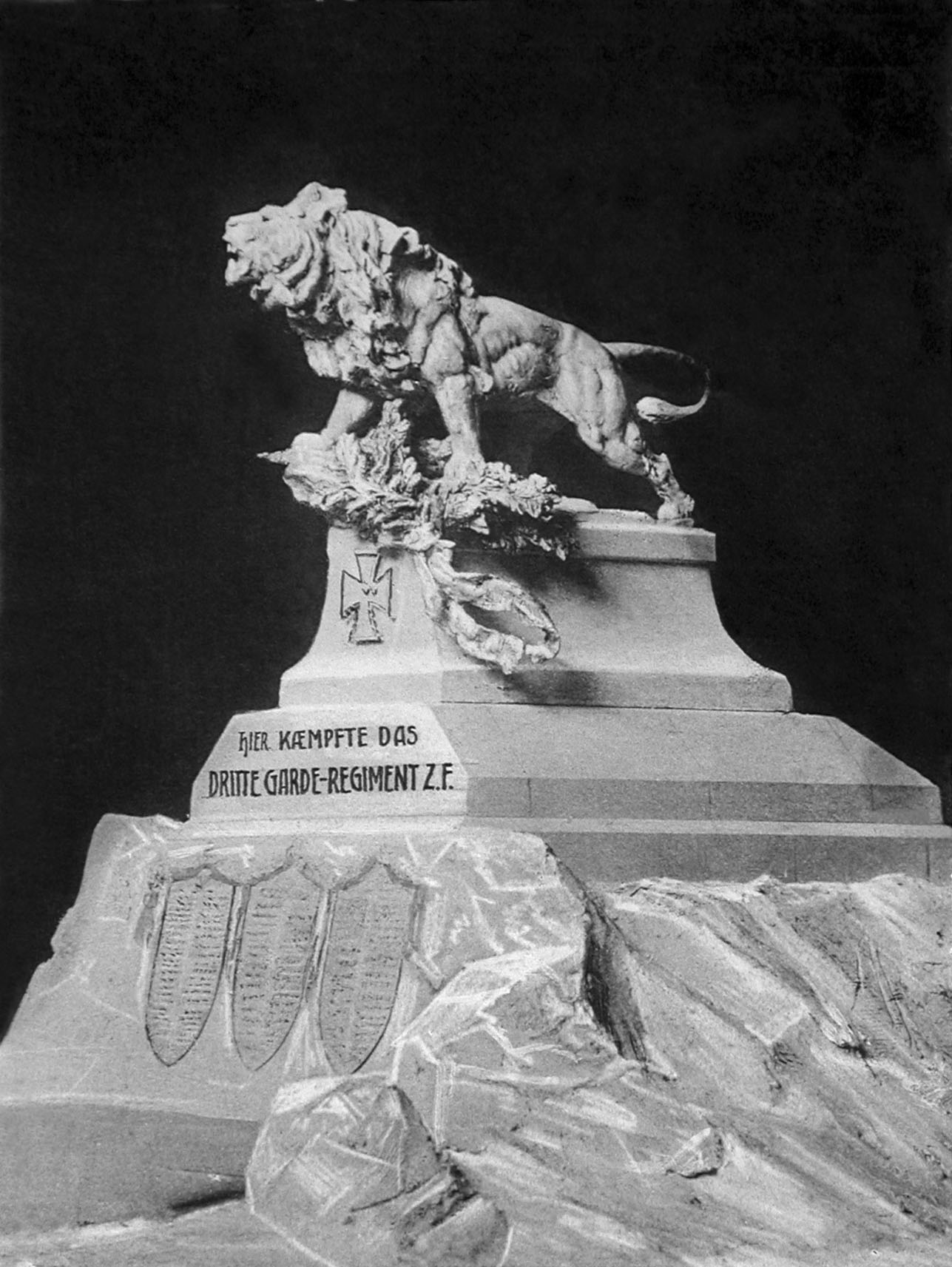
Monument au lion. Situé sur la route de Sainte-Marie-Aux-Chênes, le lion allemand ouvrait sa gueule vers l'ouest pour "manger la France".

## Après la guerre

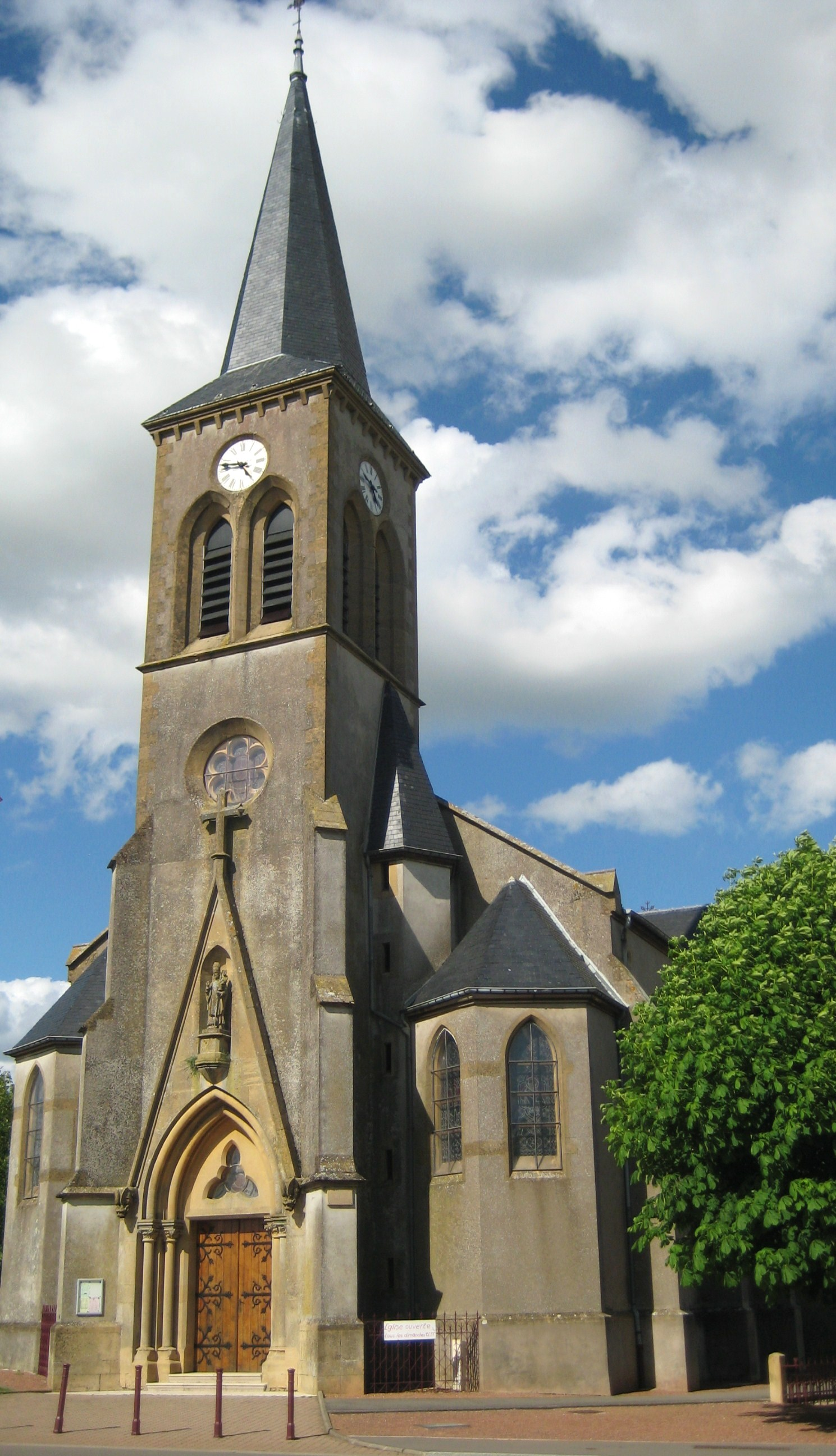
L'église actuelle de Saint-Privat dite "la cathédrale du Haut-plateau"

L'abbé Bauzin se retrouvait curé de deux villages meurtris et en ruines à quelques kilomètres de la nouvelle frontière franco-allemande. Aussi, par deux fois, muni d'un laisser-passer des autorités militaires, mena-t-il ses paroissiens jusqu'à Briey s'y ravitailler en pain. 
L'église, victime des combats, ne fut pas reconstruite. Ses ruines furent rasées en 1875. Des monuments commémoratifs, qui rendaient hommage aux soldats allemands tombés au champ d'honneur, étaient érigés un peu partout, tant au bord des chemins que dans les champs bordant le village. On y avait enterré pêle-mêle hommes et chevaux. Saint Privat devenait un lieu de pèlerinage pour les familles qui pleuraient un père, un fils, un frère ou un ami mais aussi pour les historiens et les peintres qui comme le Français Alphonse de Neuville voulaient conserver le souvenir glorieux de l'armée française vaincue mais non déshonorée.  Metz restait une place-forte de premier ordre. L'empereur Guillaume II ne dédaignait pas de passer à Saint-Privat lors de manœuvres militaires qu'il présidait.
L'abbé Bauzin entretint des rapports loyaux envers son nouveau souverain. Muni d'un passeport impérial, il sillonna le Luxembourg, la Belgique, les Pays-Bas et la Rhénanie afin de collecter les fonds nécessaires à la construction d'une nouvelle église. Celle-ci ne fut pas reconstruite à l'emplacement de l'ancienne, l'endroit ayant été converti en cimetière militaire mais quelques centaines de mètres plus haut d'où elle domine les environs. Inaugurée en 1880, de style néo-gothique, ses dimensions et la surface de ses vitraux le firent surnommer affectueusement la "cathédrale du Haut-plateau".
Plus tard, l'abbé fut décoré de l'ordre de l'Aigle rouge. Il s'éteignit en 1903 à l'âge de 67 ans. Ultime hommage de ses paroissiens, sa dépouille est inhumée dans le transept de l'église au pied de l'autel. Un odonyme local rend hommage à l'ecclésiastique. Un monument élevé dans l'ancien cimetière -devenu cimetière militaire et monument historique, lui rend hommage.